# Бекетово (Вожегодский район)
Бекетово (Бекетово-42) — посёлок в Вожегодском районе Вологодской области.
Входит в состав Кадниковского сельского поселения, с точки зрения административно-территориального деления — в Кадниковский сельсовет.
Расстояние по автодороге до районного центра Вожеги — 62 км, до центра муниципального образования Кадниковского — 44 км. Ближайшие населённые пункты — Коргозеро, Неклюдиха, Губинская.
По переписи 2002 года население — 171 человек (75 мужчин, 96 женщин). Преобладающая национальность — русские (96 %).
Через посёлок Бекетово, как и через все населённые пункты Кадниковского сельского поселения, проходила Митинская узкоколейная железная дорога. В 2009—2011 году была открыта автомобильная дорога Кладовка — Бекетово. К этому времени железная дорога была полностью разобрана.

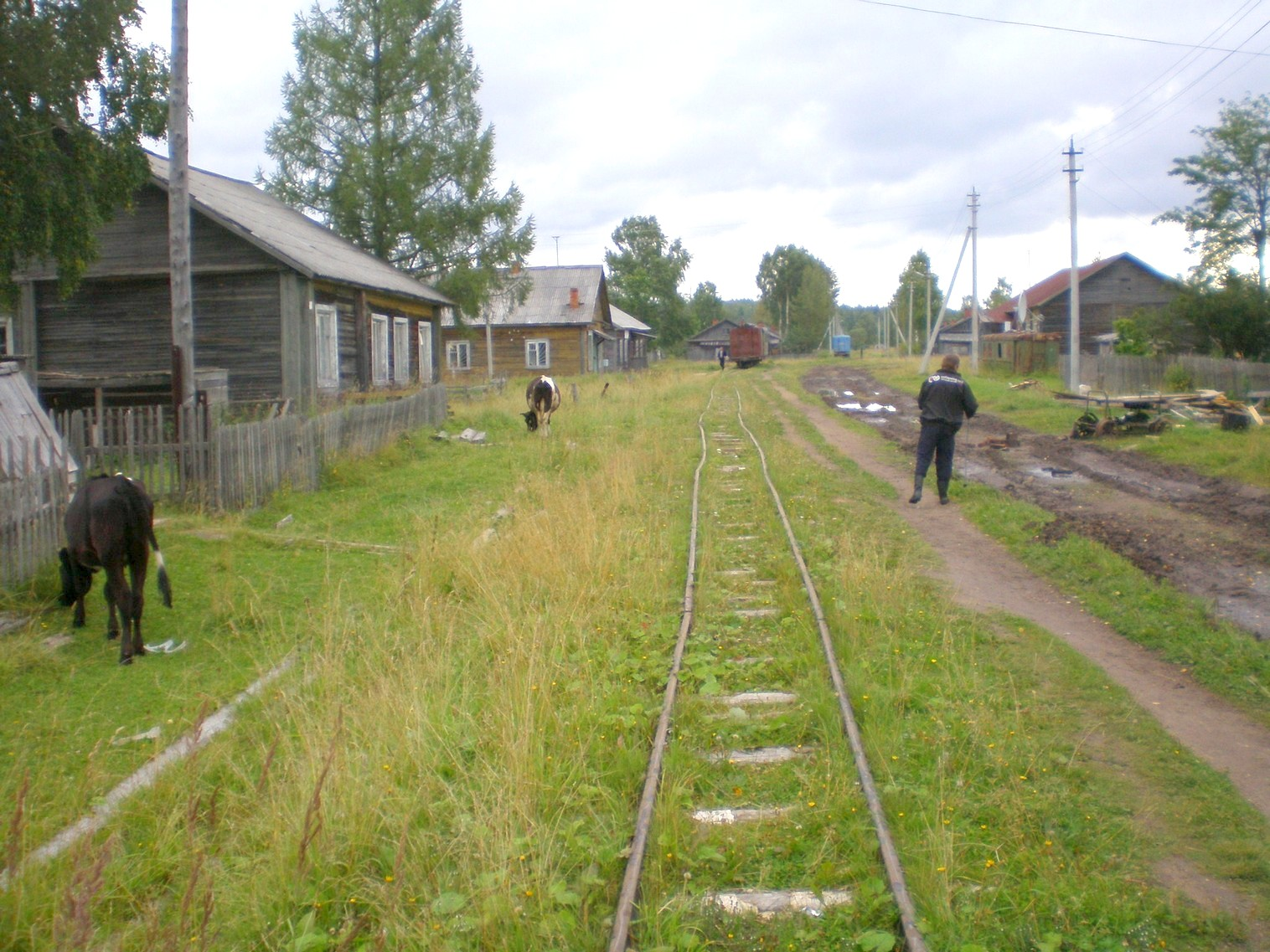
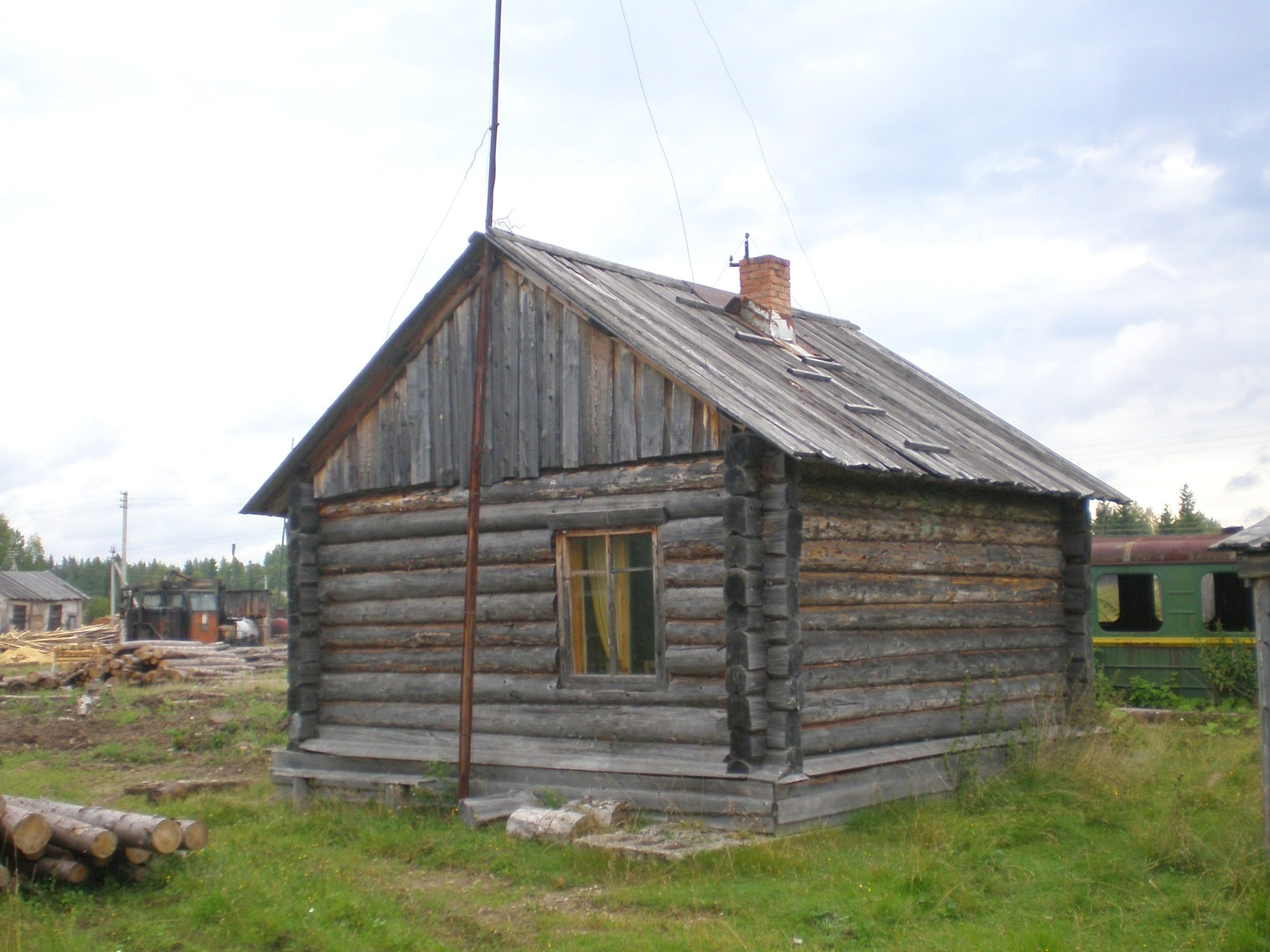
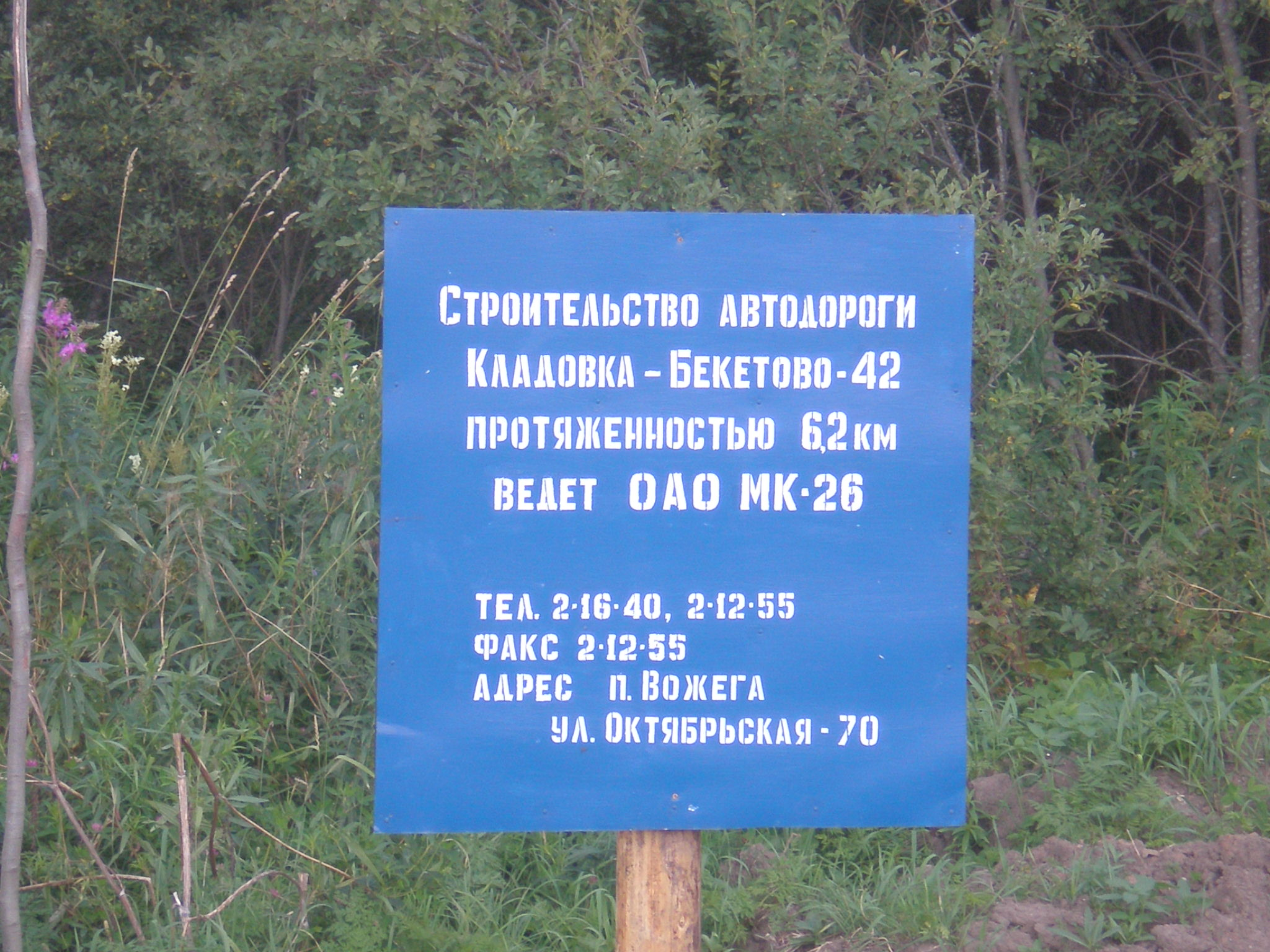